# Patreksfjörður

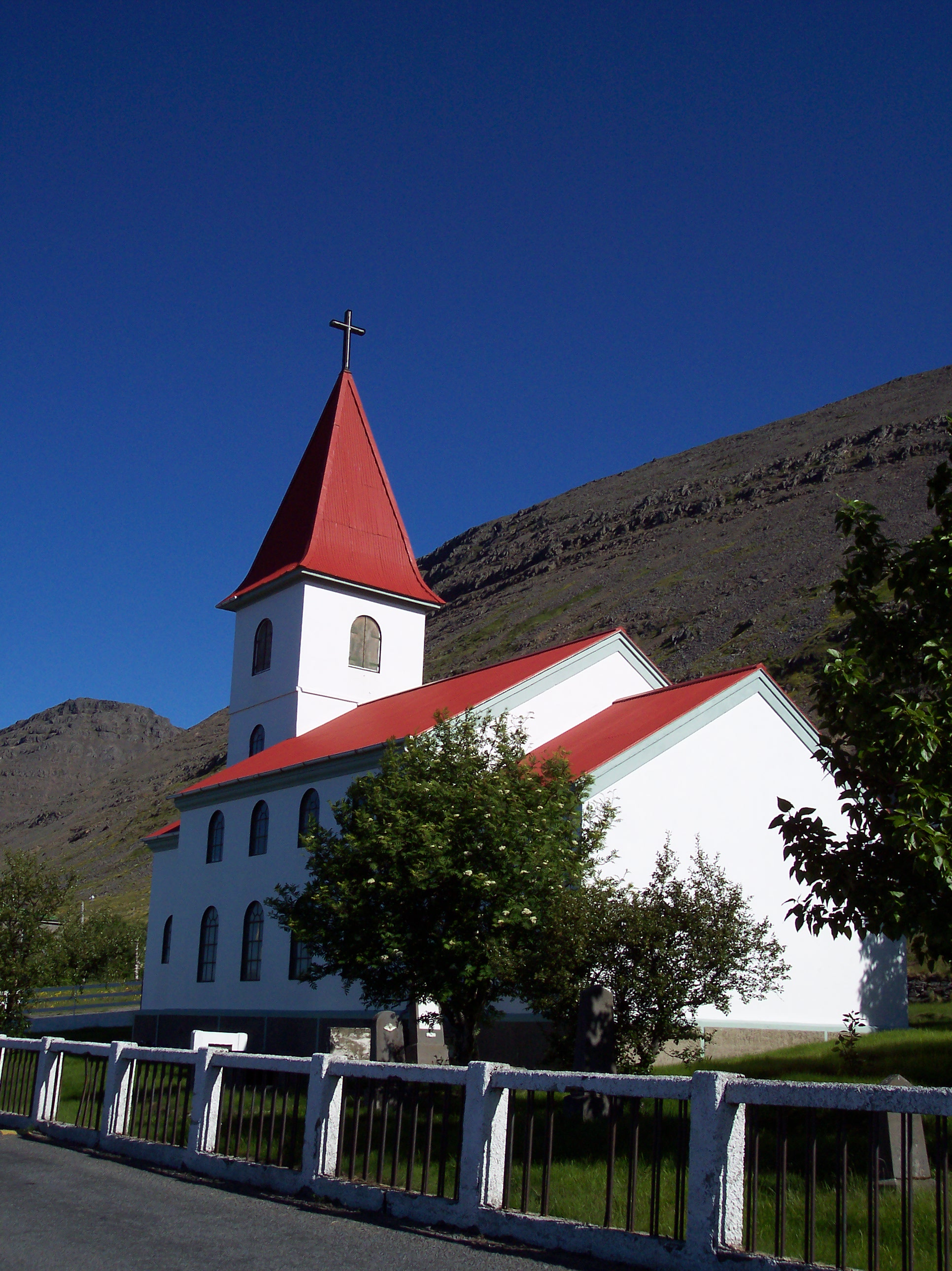
Patreksfjörðurs kyrka.

Patreksfjörður är ett fiskeläge i Västfjordarna på Island. Den är vänort till Vadstena.